# Flaga Melilli
Flaga Melilli – jeden z symboli Melilli, hiszpańskiej esklawy posiadającej status miasta autonomicznego. Składa się jasnoniebieskiego tła; w polu centralnym znajduje się herb Melilli.
Flaga została ustanowiona 14 marca 1995 roku. Proporcje 2:3.
Kolor jasnoniebieski znajdujący się na fladze najprawdopodobniej symbolizuje Morze Śródziemne.